# مستضد الورم الكبير
مستضد الورم الكبير (بالإنجليزية: Large tumor antigen)‏ هو بروتين مشفر في جينومات الفيروسات التورامية، وهي فيروسات دي إن إيه صغيرة مزدوجة الشريطة. يتم التعبير عن مستضد الورم الكبير في وقت مبكر من الدورة المعدية وهو ضروري لانتشار الفيروس. يحتوي مستضد الورم الكبير على أربعة نطاقات بروتينية محفوظة جيدًا بالإضافة إلى العديد من المناطق المضطربة ذاتياً، وهو بروتين متعدد الوظائف كبير إلى حد ما؛ في معظم الفيروسات التورامية، يتراوح طولها بين 600-800 من الأحماض الأمينية. يحتوي مستضد الورم الكبير على وظيفتين أساسيتين، كلاهما مرتبط بتكرار الجينوم الفيروسي: فهو يزيل الحمض النووي للفيروس لتحضيره للتكاثر، ويتفاعل مع البروتينات في الخلية المضيفة لإلغاء تنظيم دورة الخلية بحيث يمكن استخدام آلية تضاعف الحمض النووي للمضيف. لتكرار جينوم الفيروس.